# Joost Klein

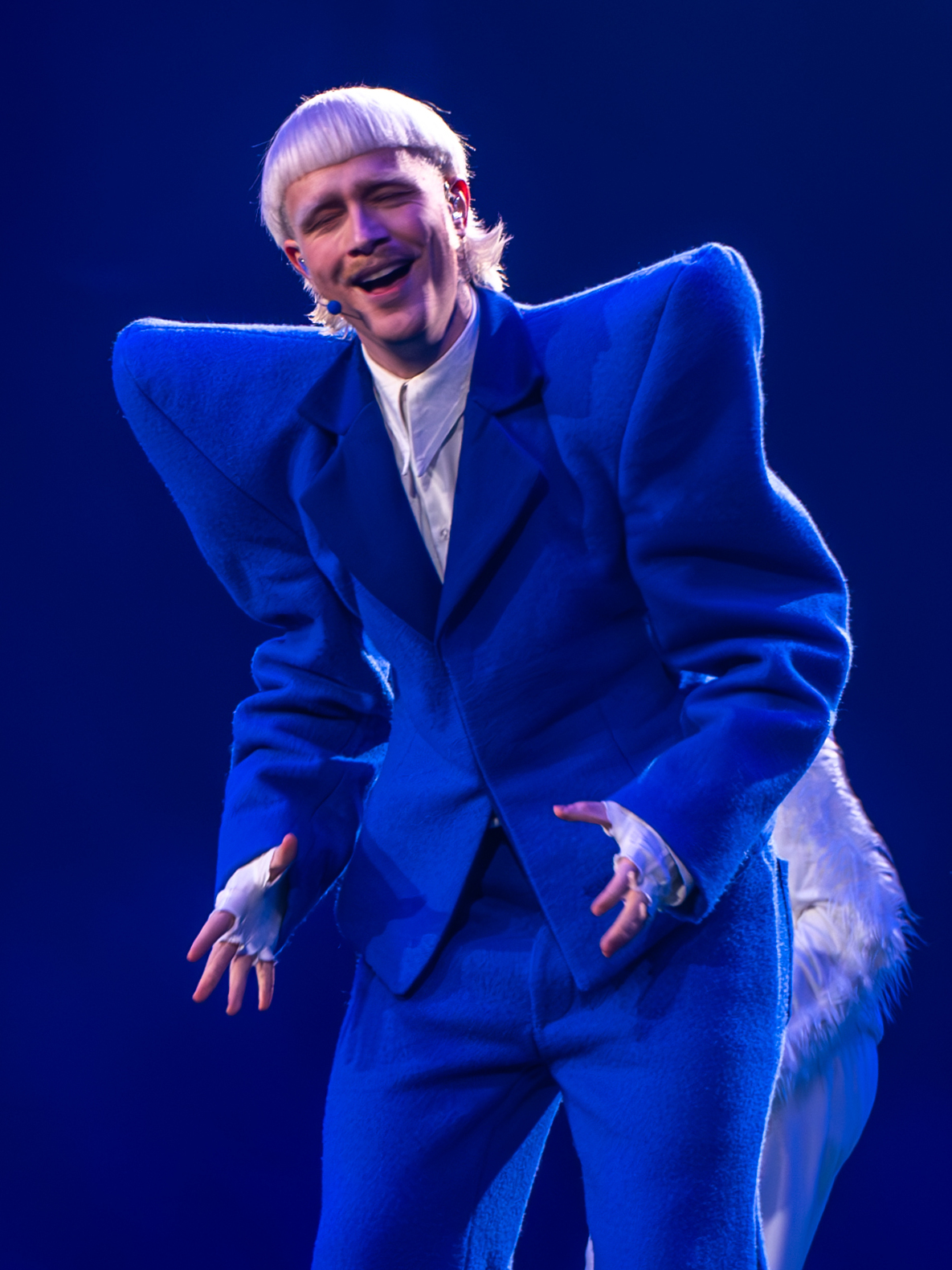
Joost Klein beim Halbfinale des ESC 2024

Joost Klein (* 10. November 1997 in Leeuwarden) ist ein niederländischer Musiker, Rapper, YouTuber und Buchautor. Er tritt oft nur unter seinem Vornamen Joost auf. In Deutschland erreichte er besondere Bekanntheit durch eine Coverversion des Songs Friesenjung von und mit Otto Waalkes und mit dem Rapper Ski Aggu. Er war der niederländische Interpret beim Eurovision Song Contest 2024 in Malmö und konnte sich im 2. Halbfinale für das Finale qualifizieren. Unmittelbar danach hinderte er eine Kamerafrau daran, ihn gegen seinen Willen zu filmen, und stieß die Kamera weg, wobei diese laut schwedischen Medien beschädigt wurde. Aufgrund des Vorfalls und der Möglichkeit eines Gerichtsverfahrens gegen Klein wurde er vor dem Finale von der EBU vom Wettbewerb ausgeschlossen. Später wurde das Verfahren gegen Klein jedoch eingestellt und die Anklage fallengelassen.

## Leben

### Kindheit und Jugend
Joost Klein wuchs mit seinen Eltern in Britsum (Gemeinde Leeuwarderadeel) in der Provinz Friesland auf. Sein Bruder und seine Schwester sind etwa fünfzehn Jahre älter. Im Jahr 2008 gründete Klein im Alter von 10 Jahren einen YouTube-Kanal namens EenhoornJoost (EinhornJoost). Als Joost zwölf Jahre alt war, starb sein Vater an Krebs und ein Jahr später seine Mutter an einem plötzlichen Herzstillstand.

### Karriere
Mit seinem Song Bitches erreichte Klein eine Million Aufrufe auf YouTube. Er war 2017 und 2018 bei Top Notch unter Vertrag und entschied sich dann, ein eigenes Label zu gründen.
Am 20. Oktober 2017 veröffentlichte er sein Mixtape Scandinavian Boy. Am 21. März 2018 veröffentlichte er seine Single Meeuw. Das dazugehörige Musikvideo wurde in Los Angeles gedreht. Einen Monat später, am 26. April, folgte die Single Ome Robert. Am 3. August 2018 veröffentlichte Klein gemeinsam mit Donnie das Album M van Marketing. Das Album enthält elf Songs, darunter Stockholm, Domme Patta, Leipe Dennis und Vogel op de Hek. Drei Monate später, am 2. November 2018, erschien der Song Chubby (deutsch: mollig), produziert von Tantu. In diesem Song erzählt Klein, wie er etwas zu dick auf die Welt kam. Klein ist auch auf Donnies Single René Froger zu hören. Im Jahr 2018 veröffentlichte Klein auch den Gedichtband Albino, der am 14. November 2018 erschien. Nach eigener Aussage schrieb er das Buch auf Anregung seines Vaters, der wie Klein ein Buch schrieb und seinen Sohn ermutigte, dasselbe zu tun. Um sein Album Albino zu bewerben, startete Klein am 25. Januar 2019 die Het gaat niet zo goed Tour. Klein besuchte neun Theater, darunter Doornroosje und Paradiso.
Das Album 1983 wurde von Klein am 15. November 2019 veröffentlicht. Der Titel bezieht sich auf das Geburtsjahr seines Bruders, der auch sein Manager ist. Für 1983 arbeitete Klein unter anderem mit den Produzenten Mick Spek, Kauwboy und Tantu Beats zusammen. Eine Woche vor der Veröffentlichung brachte er die Single Joost Klein 2 heraus. Klein veröffentlichte am 24. April 2020 das Album Joost Klein 7. Das Album enthält 7 Songs, darunter einen mit dem kanadischen Rapper bbno$. Auf einem der Tracks aus dem Album Joost Klein 7 waren die Mitglieder von Lekker Spelen zu hören. Am 7. August 2020 wurde Ik Wil Je veröffentlicht, ein Remix des gleichnamigen Songs von De Kreuners.
In dem Song Florida 2009 erzählt Joost von dem Tod seiner Eltern, welche er in jungen Jahren verlor. Beim Pinkpop 2022 spielte Joost diesen Song zum ersten Mal. Am 30. September 2022 veröffentlichte Klein sein achtes Studioalbum Fryslân (eine Anspielung auf seinen Geburtsort). Mit dabei sind unter anderem die Singles Wachtmuziek, Florida 2009 und Papa en Mama. Das aus 14 Songs bestehende Album wurde komplett von Teun de Kruif (Tantu Beats) produziert. Als Gäste sind unter anderem der südafrikanische Rapper Jack Parow, das Pestcore-Collectief-Mitglied Gladde Paling, der Videomacher Appie Mussa (Apson) und der YouTuber Nathan Vandergunst (Acid) zu hören. Das Album enthält auch Samples von Doe Maar und Crazy Frog.
Im Jahr 2023 landete Joost seinen ersten Hit in Deutschland mit dem Song Friesenjung in Zusammenarbeit mit dem Berliner Rapper Ski Aggu und dem Komiker Otto Waalkes. Bei dem Lied handelt es sich um die Neuinterpretation eines älteren Titels von Waalkes, der wiederum ein deutschsprachiges Cover von Englishman in New York von Sting ist.

### ESC-Teilnahme
Am 11. Dezember 2023 gab die niederländische Rundfunkanstalt AVROTROS bekannt, dass Klein die Niederlande beim Eurovision Song Contest 2024 in Malmö vertreten soll. Kleins Musiktitel Europapa solle als Beitrag dazu fungieren. Am 10. Mai 2024 kam es dort zu einem Zwischenfall und Klein wurde von den Generalproben ausgeschlossen. Nach Informationen des schwedischen Senders SVT kam es hinter den Kulissen zwischen Joost Klein und einer Fotografin zu einer körperlichen Auseinandersetzung. Die schwedische Zeitung Aftonbladet sprach von einem gewalttätigen Vorfall mit einer Produktionsmitarbeiterin. Bereits zuvor war Klein aufgefallen, als er sich weigerte, mit der israelischen Mitbewerberin Eden Golan gemeinsam fotografiert zu werden, diese bei einer Pressekonferenz durch Zwischenrufe störte und sich bei ihren Antworten die niederländische Fahne über den Kopf zog. Am 11. Mai wurde Klein schließlich vom Eurovision Song Contest disqualifiziert.
Die niederländische Rundfunkgesellschaft AVROTROS erklärte in einer Stellungnahme wenige Stunden vor Beginn des ESC-Finales, Joost Klein sei unmittelbar nach seinem Auftritt im ESC-Halbfinale gegen seinen Willen gefilmt worden. Klein habe daraufhin eine bedrohliche Bewegung in Richtung der Kamera gemacht, jedoch die Kamerafrau dabei nicht berührt. In einem später veröffentlichten Statement seines Anwalts wurde zugegeben, dass er die Kamera weggeschoben habe. Er bestreitet jedoch, die Kamerafrau bedroht zu haben. Der Prozessbeginn, der ursprünglich auf Anfang Juni 2024 gelegt wurde, musste verschoben werden, da Joost Klein die Durchführung weiterer Zeugenbefragungen beantragt hatte. Mitte August 2024 wurde bekannt, dass die schwedische Staatsanwaltschaft die Ermittlungen gegen Klein eingestellt hat, da aus der Beweislage nicht ersichtlich war, dass die Bewegung in Richtung der Kamera für ein Gefühl der Bedrohung gesorgt haben könnte und dass Klein eine solche Intention verfolgt habe.
Europapa entwickelte sich in der Zwischenzeit zu einem europäischen Tophit, der Platz 1 in den Niederlanden und Belgien (Flandern) erreichte. In Österreich erreichte es die Top 10, in der Schweiz und Deutschland die Top 20.

## Diskografie

### Studioalben
| Jahr | Titel            | Höchstplatzierung, Gesamtwochen, AuszeichnungChartplatzierungen (Jahr, Titel, Platzierungen, Wochen, Auszeichnungen, Anmerkungen) | Höchstplatzierung, Gesamtwochen, AuszeichnungChartplatzierungen (Jahr, Titel, Platzierungen, Wochen, Auszeichnungen, Anmerkungen) | Anmerkungen                              |
| Jahr | Titel            | NL | BEF | Anmerkungen                              |
| ---- | ---------------- | --- | --- | ---------------------------------------- |
| 2016 | Dakloos          | — | — | Erstveröffentlichung: 1. Juni 2016       |
| 2017 | Scandinavian Boy | NL12 (16 Wo.)NL | BEF121 (2 Wo.)BEF | Erstveröffentlichung: 20. Oktober 2017   |
| 2019 | Albino           | NL5 (12 Wo.)NL | BEF43 (19 Wo.)BEF | Erstveröffentlichung: 18. Januar 2019    |
| 2019 | 1983             | NL18 (2 Wo.)NL | BEF25 (6 Wo.)BEF | Erstveröffentlichung: 15. November 2019  |
| 2020 | Joost Klein 7    | — | BEF14 (3 Wo.)BEF | Erstveröffentlichung: 24. April 2020     |
| 2022 | Fryslân          | NL4 (11 Wo.)NL | BEF5 (32 Wo.)BEF | Erstveröffentlichung: 30. September 2022 |
| 2025 | Unity            | NL16 (2 Wo.)NL | BEF18 (6 Wo.)BEF | Erstveröffentlichung: 20. Februar 2025   |

### Kollaboalben
| Jahr | Titel                | Höchstplatzierung, Gesamtwochen, AuszeichnungChartplatzierungen (Jahr, Titel, Platzierungen, Wochen, Auszeichnungen, Anmerkungen) | Höchstplatzierung, Gesamtwochen, AuszeichnungChartplatzierungen (Jahr, Titel, Platzierungen, Wochen, Auszeichnungen, Anmerkungen) | Anmerkungen                                     |
| Jahr | Titel                | NL | BEF | Anmerkungen                                     |
| ---- | -------------------- | --- | --- | ----------------------------------------------- |
| 2018 | M van Marketing      | NL10 (4 Wo.)NL | BEF79 (2 Wo.)BEF | Erstveröffentlichung: 3. August 2018 mit Donnie |
| 2021 | Albino Sports Vol. 1 | — | BEF70 (1 Wo.)BEF | Erstveröffentlichung: 1. April 2021 mit Brunzyn |

### EPs
- 2024: Europapa: Greatest Hits

### Singles
| Jahr | Titel Album                       | Höchstplatzierung, Gesamtwochen, AuszeichnungChartplatzierungen (Jahr, Titel, Album, Platzierungen, Wochen, Auszeichnungen, Anmerkungen) | Höchstplatzierung, Gesamtwochen, AuszeichnungChartplatzierungen (Jahr, Titel, Album, Platzierungen, Wochen, Auszeichnungen, Anmerkungen) | Höchstplatzierung, Gesamtwochen, AuszeichnungChartplatzierungen (Jahr, Titel, Album, Platzierungen, Wochen, Auszeichnungen, Anmerkungen) | Höchstplatzierung, Gesamtwochen, AuszeichnungChartplatzierungen (Jahr, Titel, Album, Platzierungen, Wochen, Auszeichnungen, Anmerkungen) | Höchstplatzierung, Gesamtwochen, AuszeichnungChartplatzierungen (Jahr, Titel, Album, Platzierungen, Wochen, Auszeichnungen, Anmerkungen) | Höchstplatzierung, Gesamtwochen, AuszeichnungChartplatzierungen (Jahr, Titel, Album, Platzierungen, Wochen, Auszeichnungen, Anmerkungen) | Anmerkungen                                                       |
| Jahr | Titel Album                       | NL | DE | AT | CH | UK | BEF | Anmerkungen                                                       |
| ---- | --------------------------------- | --- | --- | --- | --- | --- | --- | ----------------------------------------------------------------- |
| 2021 | Go, Acid! –                       | — | — | — | — | — | BEF41 (3 Wo.)BEF | Erstveröffentlichung: 14. Dezember 2021 Acid feat. Joost & Apson  |
| 2023 | Friesenjung Denk mal drüber nach… | — | DE1 Platin · (48 Wo.)DE | AT1 Platin · (31 Wo.)AT | CH7 Gold · (15 Wo.)CH | — | BEF— GoldBEF | Erstveröffentlichung: 25. Mai 2023 Ski Aggu, Joost & Otto Waalkes |
| 2024 | Europapa Unity                    | NL1 Gold · (16 Wo.)NL | DE13 (5 Wo.)DE | AT5 (5 Wo.)AT | CH12 (4 Wo.)CH | UK37 (2 Wo.)UK | BEF1 ×5Fünffachplatin · (25 Wo.)BEF | Erstveröffentlichung: 29. Februar 2024                            |
| 2024 | Luchtballon Unity                 | NL25 (6 Wo.)NL | — | — | — | — | BEF15 Platin · (6 Wo.)BEF | Erstveröffentlichung: 4. Juni 2024                                |

Weitere Singles
- 2017: Jan Peter Balkenende
- 2017: Feminist on da Block
- 2018: Meeuw
- 2018: Ome Robert
- 2018: Parmezaan en Linkerbaan
- 2018: Chubby
- 2018: Glaassie Water
- 2019: Buurman
- 2019: Absurd
- 2019: Midlife Crisis
- 2019: Joost Klein 2
- 2020: Mayo, No Fries! (mit bbno$)
- 2020: Ham?
- 2020: Ik Wil Je
- 2020: Hallo Nederland
- 2021: Gewoon Goed (mit Brunzyn & Donnie)
- 2021: Albino Sports Anthem
- 2021: Fok De Blok
- 2021: Papa en Mama
- 2022: Wachtmuziek (mit StuBru)
- 2022: Florida 2009
- 2022: Rookpauze 2
- 2023: Droom Groot
- 2024: The Bird Song
- 2024: Trafik! (mit Käärijä)
- 2024: Filthy Dog
- 2025: Why Not???
- 2025: Boerenland (mit Donnie)
- 2025: Luv U More (mit Scooter & Paul Elstak)

## Auszeichnungen für Musikverkäufe
| Goldene Schallplatte - Belgien - 2024: für die Single Florida 2009 - 2024: für die Single Wachtmuziek - Niederlande - 2019: für das Lied Scandinavian Boy - Polen - 2024: für die Single Friesenjung - 2024: für die Single Europapa |

Anmerkung: Auszeichnungen in Ländern aus den Charttabellen bzw. Chartboxen sind in ebendiesen zu finden.
| Land/RegionAuszeichnungen für Musikverkäufe (Land/Region, Auszeichnungen, Verkäufe, Quellen) | Gold     | Platin     | Verkäufe | Quellen           |
| -------------------------------------------------------------------------------------------- | -------- | ---------- | -------- | ----------------- |
| Belgien (BRMA)                                                                               | 3× Gold3 | 6× Platin6 | 160.000  | ultratop.be       |
| Deutschland (BVMI)                                                                           | —        | Platin1    | 600.000  | musikindustrie.de |
| Niederlande (NVPI)                                                                           | 2× Gold2 | —          | 85.000   | nvpi.nl           |
| Österreich (IFPI)                                                                            | —        | Platin1    | 30.000   | ifpi.at           |
| Polen (ZPAV)                                                                                 | 2× Gold2 | —          | 50.000   | olis.pl           |
| Schweiz (IFPI)                                                                               | Gold1    | —          | 10.000   | hitparade.ch      |
| Insgesamt                                                                                    | 8× Gold8 | 8× Platin8 |          |                   |

## Preise
1 Live Krone
- 2023: in der Kategorie „Bester Song“ (Friesenjung)[26]